# Slow Down (canción de Blur)
«Slow Down» —en español: «Frena»— es la tercera canción el álbum debut de la banda de rock británica Blur, Leisure.

## Contexto
La canción habla sobre una advertencia para alguien que necesita ser él mismo y dejar de vivir la vida tan rápido. La persona que da la advertencia no quiere acercarse demasiado porque sabe que su advertencia probablemente sea inútil, pero aun así amenaza con cortarle el paso a la otra persona si no se arregla.

## Personal
- Damon Albarn: voz principal
- Graham Coxon: guitarra eléctrica, coros
- Alex James: bajo
- Dave Rowntree: batería